# Knut Samuel Sirelius
Knut Samuel Sirelius, född 9 februari 1827 i Tavastehus, död 3 november 1869 i Helsingfors, var en finländsk läkare.
Sirelius blev filosofie kandidat 1847, filosofie magister samma år, medicine kandidat 1850, medicine licentiat 1852 samt medicine och kirurgie doktor 1860. Han blev professor i barnförlossningskonst och barnsjukdomarnas klinik i Helsingfors 1861.